# Фролов, Алексей Александрович
Алексей Александрович Фролов (род. 11 мая 1969, Москва, РСФСР, СССР) — российский журналист, теле- радиоведущий. С 4 ноября 2013 года ведёт программу «События. 25-й час» на телеканале «ТВ Центр»

## Биография
Алексей Фролов родился 11 мая 1969 года в Москве.
В 2000 году окончил факультет журналистики МГУ им. М. В. Ломоносова.

## Телевидение
С 1993 по 1996 год — ведущий программ радиостанции «Европа Плюс».
С 1996 по 2000 год — руководитель пресс-службы радиостанции «Европа Плюс».
В 2000 году — директор программ радио «Спутник» (Финляндия).
С 2000 по 2001 год вёл информационные выпуски «Новостей» на телеканале РЕН ТВ.
С сентября 2001 по октябрь 2013 год работал на телеканале «Россия». Изначально ведущий утренних и дневных выпусков информационной программы «Вести», а затем на вёл информационную программу местных новостей «Вести-Москва. Неделя в городе» на телеканале «Россия».
С 4 ноября 2013 года — ведущий информационно-аналитической программы «События. 25-й час» на канале ТВ Центр, сменил на этом месте Илью Колосова.

## Награды
- Благодарность Президента Российской Федерации (23 февраля 2018 года) — за заслуги в развитии отечественного телевидения[5].